# Горња Шуметлица
Горња Шуметлица је насељено место у саставу града Пакраца, у западној Славонији, Република Хрватска.

## Географија
Налази се источно од Пакраца, на северозападним обронцима Псуња.

## Историја

### Рат у Хрватској
Била је под српском контролом од почетка рата. Хрватска војска је у другој фази операције Оркан 91, 26. децембра 1991., заузела део овог места. Српско становништво је махом избегло.

## Становништво
На попису становништва 2011. године, Горња Шуметлица је имала 65 становника.
| Националност       | 1991.        |
| Срби               | 118 (85,50%) |
| Хрвати             | 0            |
| Југословени        | 9 (6,52%)    |
| остали и непознато | 11 (7,97%)   |
| Укупно             | 138          |